# Hassine Bey
Pour les articles homonymes, voir Hassine et Bey.
Titres
Prétendant au trône de Tunisie
30 septembre 1962 – 9 avril 1969
(6 ans, 6 mois et 10 jours)
Prince héritier de Tunisie
1er octobre 1955 – 25 juillet 1957
(1 an, 9 mois et 24 jours)
Hassine Bey, né le 22 avril 1893 à Sidi Bou Saïd où il est mort le 9 avril 1969, est un prince tunisien de la dynastie husseinite, le dernier à avoir exercé la fonction de prince héritier avant l'abolition de la monarchie en 1957. Il est le troisième fils de Naceur Bey, bey de Tunis de 1906 à 1922, et de sa seconde épouse, Lalla Housn el-Oujoud.

## Biographie

### Parcours
Hassine Bey est éduqué au Prytanée national militaire située à La Flèche (Sarthe) en France.
Le 1er octobre 1955, il est investi comme bey du camp à la mort du prince Essadok Bey, ce qui en fait l'héritier du trône beylical. Par ailleurs, il est fait lieutenant général de l'armée beylicale. À la suite de l'indépendance de la Tunisie, proclamée le 20 mars 1956, il prend le nouveau titre de prince héritier.
Les chances de Hassine Bey d'accéder au trône s'évanouissent le 25 juillet 1957, lorsque la monarchie est abolie par un vote de l'assemblée constituante sous l'impulsion du Premier ministre Habib Bourguiba. À la mort du dernier souverain en titre, Lamine Bey, le 30 septembre 1962, Hassine Bey le remplace à la tête de la dynastie husseinite jusqu'à sa mort ; il est alors remplacé par le prince Sidi Mustapha Bey.

### Décorations
Il est décoré entre autres du Nichan al-Ahed al-Aman (1er octobre 1955), du Nichan ad-Dam, de la grand-croix du Nichan Iftikhar. Il est par ailleurs grand-officier de la Légion d'honneur.

### Vie privée
Hassine Bey épouse le 22 juillet 1914, au palais Dar al-Taj à La Marsa, Lalla Aïcha, fille d'Ahmed Ben Abdallah Maria, un Italien converti à l'islam, et de sa femme, la princesse Traki, fille aînée du prince Hussein Bey. Ils ont ensemble cinq enfants : 
- le prince Ali Bey (1915-1992) ;
- la princesse Lalla Jouda (1917-1994) ;
- le prince Mrad Bey (1919-2005) ;
- le prince Mohamed el-Afef Bey (1926-1985) ;
- le prince Mohamed Bey (1934-1934).

Il meurt à Sidi Bou Saïd le 9 avril 1969.

## Ascendance
|  |                          |  |  |  |  |  |  |  |  |  |  |  |  |  |  |  |
|  | 16. Mahmoud Bey          |  |  |  |  |  |  |  |  |  |  |  |  |  |  |  |
|  |                          |  |  |  |  |  |  |  |  |  |  |  |  |  |  |  |
|  |                          |  |  |  |  |  |  |  |  |  |  |  |  |  |  |  |
|  | 8. Hussein II Bey        |  |  |  |  |  |  |  |  |  |  |  |  |  |  |  |
|  |                          |  |  |  |  |  |  |  |  |  |  |  |  |  |  |  |
|  |                          |  |  |  |  |  |  |  |  |  |  |  |  |  |  |  |
|  | 17. Lalla Amina Beya     |  |  |  |  |  |  |  |  |  |  |  |  |  |  |  |
|  |                          |  |  |  |  |  |  |  |  |  |  |  |  |  |  |  |
|  |                          |  |  |  |  |  |  |  |  |  |  |  |  |  |  |  |
|  | 4. Mohammed Bey          |  |  |  |  |  |  |  |  |  |  |  |  |  |  |  |
|  |                          |  |  |  |  |  |  |  |  |  |  |  |  |  |  |  |
|  |                          |  |  |  |  |  |  |  |  |  |  |  |  |  |  |  |
|  | 2. Naceur Bey            |  |  |  |  |  |  |  |  |  |  |  |  |  |  |  |
|  |                          |  |  |  |  |  |  |  |  |  |  |  |  |  |  |  |
|  |                          |  |  |  |  |  |  |  |  |  |  |  |  |  |  |  |
|  | 1. Hassine Bey           |  |  |  |  |  |  |  |  |  |  |  |  |  |  |  |
|  |                          |  |  |  |  |  |  |  |  |  |  |  |  |  |  |  |
|  |                          |  |  |  |  |  |  |  |  |  |  |  |  |  |  |  |
|  | 3. Lalla Housn el-Oujoud |  |  |  |  |  |  |  |  |  |  |  |  |  |  |  |
|  |                          |  |  |  |  |  |  |  |  |  |  |  |  |  |  |  |
|  |                          |  |  |  |  |  |  |  |  |  |  |  |  |  |  |  |